# Miss Tennessee USA

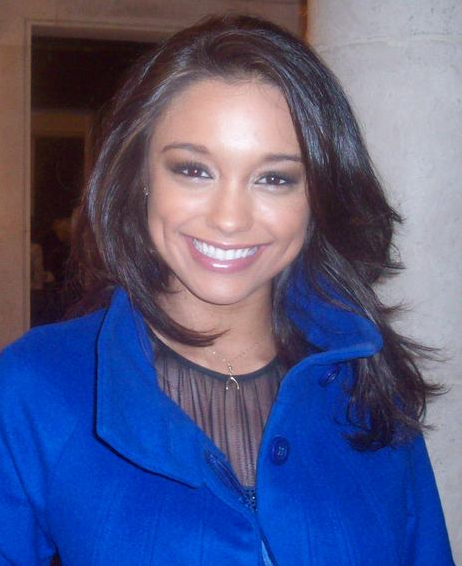
Rachel Smith, Miss Tennessee USA e Miss USA 2007

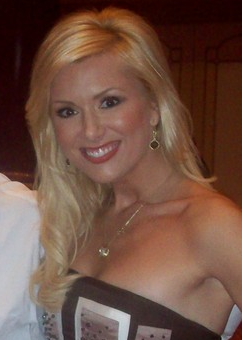
Allison Alderson, Miss Tennessee USA 2002 (fotografada em 2008)

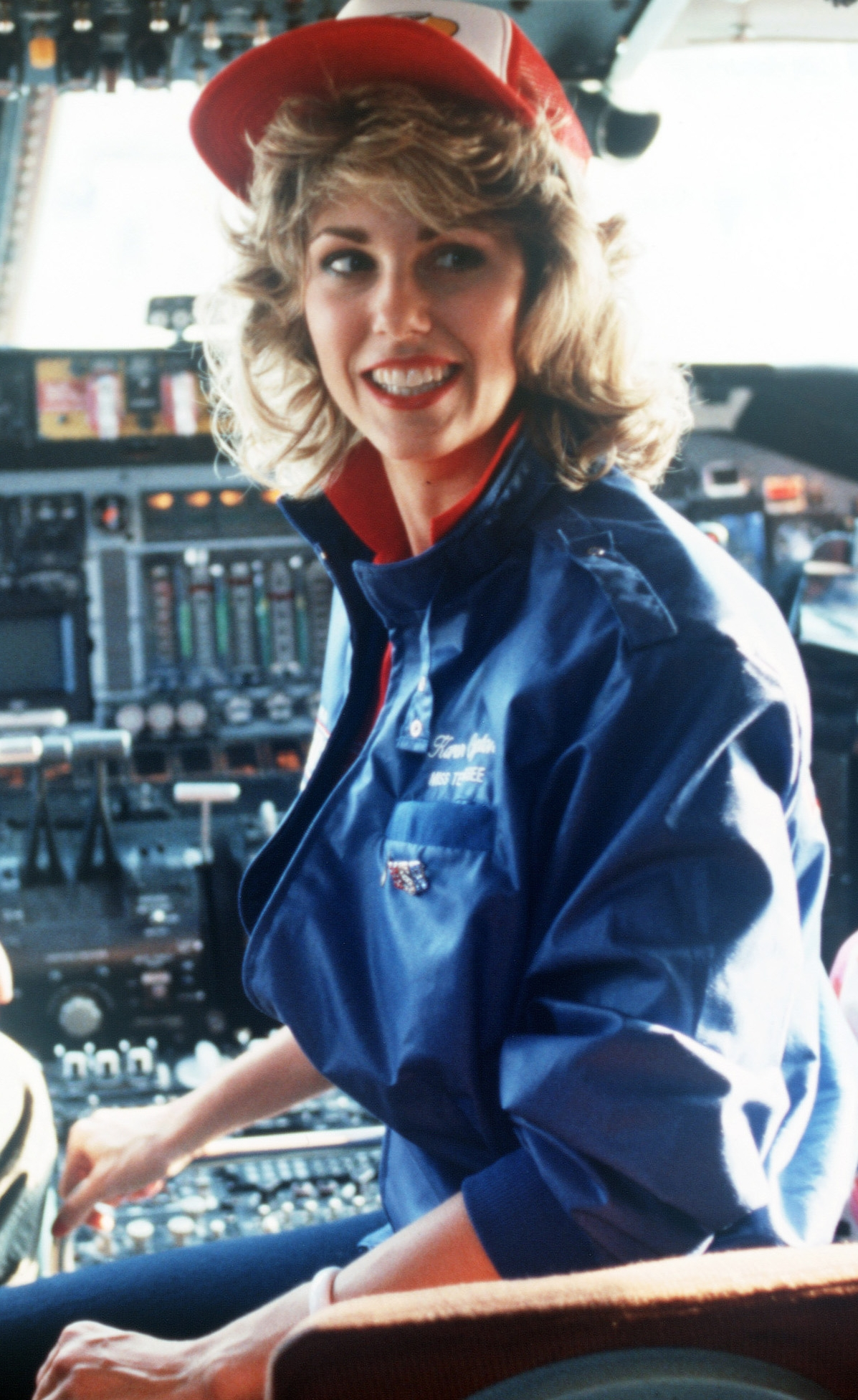
Karen Compton, Miss Tennessee USA 1986

A competição de Miss Tennessee USA é o concurso de beleza destinado a eleger a representante do Estado do Tennessee para o concurso Miss USA.
Desde 2001, o concurso é realizado no auditório da Austin Peay State University, em Clarksville.
Lynnette Cole, Miss Tennessee USA 2000, e Rachel Smith, Miss Tennessee USA 2007, são as únicas detentoras do título a vencer o título de Miss USA. A antecessora de Cole, Morgan Tandy High ficou em segundo lugar em 1999.
Quatro vencedoras do Miss Tennessee USA competiram anteriormente no Miss Tennessee Teen USA, e seis no Miss América. Uma destas é Allison Alderson, uma vencedora da "tríplice coroa" que levara os títulos de Miss Tennessee Teen USA, Miss Tennessee e Miss Tennessee USA, competindo em todos os três grandes concursos.
Nos anos 2000, ocorreram dois notáveis progressos de três detentoras de título consecutivas. De 2002 a 2004, três vencedoras do Miss Tennessee venceram os títulos de Miss Tennessee USA, na ordem em que elas obtiveram seus títulos originais. Isto nunca acontecera na história das etapas estaduais do Miss USA e do Miss América. De 2005 a 2007, três mulheres que se classificaram entre as seis finalistas do concurso Miss Tennessee Teen USA 2002 venceram o título de Miss Tennessee USA. Uma destas incluiu a vencedora do concurso adolescente de 2002, Rachel Smith. O concurso também é o único concurso a ter duas de apenas quatro mulheres a se classificar entre as cinco finalistas no Miss USA e no Miss America.
O concurso é coordenado pela Miss Tennessee USA 1989, Kim Greenwood.

## Vencedoras
| Ano  | Nome                                | Cidade       | Idade1         | Classificação no Miss USA | Premioações Especiais no Miss USA       | Notas |
| ---- | ----------------------------------- | ------------ | -------------- | ------------------------- | --------------------------------------- | --- |
| 2020 | Justice Enlow                       | Nashville    | 25             |                           |                                         | |
| 2019 | Savana Hodge                        | Nashville    | 25             |                           |                                         | |
| 2018 | Alexandra Harper                    | Brentwood    | 25             | Top 10                    |                                         | Filha de Sharon Steakly, Miss Tennessee USA 1981 |
| 2017 | Allee-Sutton Hethcoat               | Franklin     | 25             | Top 10                    |                                         | |
| 2016 | Hope Stephens                       | Livingston   | 19             |                           |                                         | |
| 2015 | Kiara Young                         | Nashville    | 23             |                           |                                         | |
| 2014 | Kristy Landers Niedenfuer           | Nashville    | 22             | Top 20                    |                                         | Mais tarde Miss Louisiana World 2015, 4ª colocada Miss World America 2015 |
| 2013 | Brenna Mader                        | Nashville    | 25             |                           |                                         | Anteriormente Miss Wyoming Teen USA 2005 |
| 2012 | Jessica Hibler                      | Brentwood    | 22             | Top 16                    |                                         | |
| 2011 | Ashley Durham                       | Adamsville   | 20             | 2ª colocada               |                                         | Anteriormente Miss Tennessee Teen USA 2006 |
| 2010 | Tucker Nichol Perry                 | Franklin     | 20             | Top 10                    |                                         | |
| 2009 | Kristen Motil                       | Franklin     | 24             | Top 10                    |                                         | |
| 2008 | Hailey Brown                        | Franklin     | 25             | Top 10                    |                                         | Ficou em 5º lugar no Miss Tennessee 2003 |
| 2007 | Rachel Smith                        | Clarksville  | 21             | Vencedora                 |                                         | Anteriormente Miss Tennessee Teen USA 2002 (Semi-Finalista/Top 10 e Miss Fotogenia no Miss Teen USA 2002) e 5ª colocada no Miss Universo 2007 |
| 2006 | Lauren Grissom                      | Shelbyville  | 21             | Top 15                    |                                         | Namorada de Jake Owen |
| 2005 | Amy Colley                          | Jonesborough | 21             |                           |                                         | |
| 2004 | Stephanie Culberson                 | Knoxville    | 24             | 5ª colocada               |                                         | Previously Miss Tennessee 2001, 2nd runner up at Miss America 2002 |
| 2003 | Beth Hood                           | Cleveland    | 24             | 5ª colocada               |                                         | Miss Tennessee 2000 |
| 2002 | Allison Alderson                    | Nashville    | 25             |                           |                                         | Vencedora da Tríplice Coroa: Anteriormente Miss Tennessee Teen USA, top 6 no Miss Teen USA 1994 e Miss Tennessee 1999 |
| 2001 | Lisa Tollett                        | Crossville   | 24             | Top 10                    |                                         | Namorou anteriormente o corredor da NASCAR Sprint Cup Series Elliott Sadler |
| 2000 | Lynnette Cole                       | Columbia     | 21             | Vencedora                 | Melhor em Traje de Banho                | Finalista (top 5) no Miss Universe 2000 Anteriormente Miss Tennessee Teen USA 1995 (4ª colocada e Miss Fotogenia no Miss Teen USA 1995), 4ª colocada no Miss Oktoberfest 1998, Miss Teen All American 1997                                          |
| 1999 | Morgan Tandy High                   | Nashville    |                | 2ª colocada               |                                         | |
| 1998 | Amy Neely                           | Macon County |                | Menção honrosa            |                                         | |
| 1997 | Towanna Stone                       | Morristown   | 24             | 3ª colocada               |                                         | |
| 1996 | Becca Lee                           |              | 24             | 3ª colocada               | Prêmio Finesse Style                    | |
| 1995 | Lee Ann Huey                        |              |                |                           | Prêmio de Estilo                        | |
| 1994 | Leah Hulan                          |              |                | Semi-finalista            |                                         | Anteriormente Miss Tennessee 1992 |
| 1993 | Cammy Gregory                       | Paris        | 22             | Semi-finalista            |                                         | |
| 1992 | Natalie Ann Bray                    |              |                |                           |                                         | |
| 1991 | Angela Johnson                      |              |                |                           |                                         | |
| 1990 | Charita Moses                       |              | 20             | Semi-finalista            |                                         | |
| 1989 | Kimberly Payne                      |              |                |                           |                                         | Anteriormente Tennessee's Junior Miss 1985; Atual diretora dos concursos Miss Georgia USA, Miss Georgia Teen USA, Miss Mississippi USA, Miss Mississippi Teen USA, Miss Tennessee USA e Miss Tennessee Teen USA sob o nome de casada, Kim Greenwood |
| 1988 | Stephanie Jane Potts                | Memphis      | 23             | Semi-finalista            |                                         | |
| 1987 | Molly Brown                         | Loretto      |                |                           |                                         | Anteriormente Miss Tennessee Teen USA 1984 (3ª colocada no Miss Teen USA) |
| 1986 | Karen Compton                       | Lawrenceburg |                |                           |                                         | |
| 1985 | Martha Elizabeth Browning           | Chattanooga  |                |                           | Miss Simpatia                           | |
| 1984 | Desiree Denise Daniels              | Chattanooga  | 24             | 3ª colocada               |                                         | Anteriormente Miss Tennessee 1982 e segunda colocada no Miss America 1983 |
| 1983 | Ladonna Friday                      | Jonesborough |                |                           |                                         | |
| 1982 | Sherly Deanice Levy (aka Nise Levy) | Nashville    |                | Semi-finalista            |                                         | Apareceu na série australiana World's Strictest Parents |
| 1981 | Sharon Kay Steakly                  | Nashville    |                | Semi-finalista            |                                         | |
| 1980 | Diane Hunt                          | Chattanooga  |                |                           |                                         | |
| 1979 | Sandy Nuismer                       | Nashville    |                |                           |                                         | |
| 1978 | Suzanna Timberlake                  | Chattanooga  |                |                           | Miss Fotogenia                          | semifinalista no Miss World USA 1980 |
| 1977 | Rene Jean Smith                     | Cookeville   |                |                           |                                         | |
| 1976 | Jana Kerr                           |              |                |                           |                                         | |
| 1975 | Shelly Smith                        |              |                |                           |                                         | |
| 1974 | Brin Annette Hendrix                |              |                |                           |                                         | |
| 1973 | Tommye Hooker                       |              |                |                           |                                         | |
| 1972 | Linda Diane Thompson                |              |                |                           |                                         | atriz e compositora |
| 1971 | Sue Collins                         |              |                |                           |                                         | |
| 1970 | Donna Marie Ford                    |              |                | 4ª colocada               |                                         | |
| 1969 | Suzie Richardson                    |              |                |                           |                                         | |
| 1968 | Sandra Force                        |              |                | Semi-finalista            |                                         | |
| 1967 | Nancy Brackhahn                     |              |                | Semi-finalista            |                                         | |
| 1966 | Mary Margaret Smith                 |              |                | Semi-finalista            |                                         | |
| 1965 | Bonnie Perkins                      |              |                |                           | Miss Simpatia                           | |
| 1964 | Pat Kerr                            |              |                |                           | Melhor Traje Típico Estadual            | |
| 1963 | Bobbie Lynn Morrow                  |              |                | Semi-finalista            |                                         | |
| 1962 | Gail White                          | Chattanooga  |                | 3ª colocada               |                                         | |
| 1961 | Anita Atkins                        |              |                |                           |                                         | |
| 1960 | Christine McSwain                   |              |                |                           |                                         | |
| 1959 | Marcia Daniels                      |              |                |                           |                                         | |
| 1958 | Martha Boales                       |              | Semi-finalista |                           | 2ª colocada no concurso Miss Dixie 1959 | |
| 1957 | Patricia Prather                    |              |                |                           |                                         | |
| 1956 | Stella Wilson                       |              |                | Semi-finalista            |                                         | |
| 1955 | Barbara Gurley                      |              |                |                           |                                         | |
| 1954 | Barbara Holly                       |              |                |                           |                                         | |
| 1953 | Sem representante                   |              |                |                           |                                         | |
| 1952 | Jean Harper                         |              | 4ª colocada    |                           | Anteriormente Miss Tennessee 1951       | |

1 Idade à época do concurso Miss USA